# Ibrahim Wasif
Ibrahim Wasif (en arabe : إبراهيم واصف), né le 4 novembre 1908 à Port-Saïd et mort le 17 mai 1975, est un haltérophile égytpien.

## Carrière
Ibrahim Wasif évolue dans la catégorie des moins de 82,5 kg. Il remporte la médaille de bronze aux Jeux olympiques d'été de 1936 à Berlin.